# Europese kampioenschappen kyokushin karate 2004 (IKO)
De Europese kampioenschappen kyokushin karate 2004 waren door de International Karate Organization (IKO) georganiseerde kampioenschappen voor kyokushinkai karateka's. De 17e editie van de Europese kampioenschappen vond plaats in het Duitse Riesa.

## Geschiedenis
De Tamashiwara-award bij de mannen werd toegekend aan de Roemeen Lucian Gogonel en bij de vrouwen aan de Russin Anna Kopyrina. 

## Resultaten
| Gewichtsklasse | Goud                | Zilver           | Brons                              |
| Heren          | Heren               | Heren            | Heren                              |
| -------------- | ------------------- | ---------------- | ---------------------------------- |
| -70kg          | Piotr Moczydlowski  | Vusal Ismailov   | Artur Babaev Radovan Bosko         |
| -80kg          | Lucian Gogonel      | Volodymyr Mashov | Otto Megrelishvili Javier Lezcano  |
| -90kg          | Krzysztof Habraszka | Igor Titkov      | Piotr Banasik Pablo Estensoro      |
| +90kg          | Sokrat Suyleymanov  | Valentin Krastev | Eduard Wallmen Alexandre Rodriguez |
| Dames          |                     |                  |                                    |
| -55kg          | Zurine Eciolaza     | Elena Vorobyova  | Alesya Korsak Ewa Pawlikowska      |
| -65kg          | Svetlana Klyukina   | Anna Jasinska    | Daria Romanova Hajnalka Silman     |
| +65kg          | Agnieszka Sypien    | Anna Kopyrina    | Anna Kaczynska Lyubov Konysheva    |